# ГЕС Bjurfors Nedre
ГЕС Bjurfors Nedre — гідроелектростанція у північній частині Швеції. Знаходячись між ГЕС Bjurfors Övre (вище за течією) та ГЕС Harsele, входить до складу каскаду на одній з основних шведських річок Умеельвен, яка впадає в Ботнічну затоку Балтійського моря біля міста Умео.
Річку перекрили греблею висотою 32 метри, яка утримує витягнуте по долині річки на 6,8 км водосховище з площею поверхні 1,9 км2 та незначним коливанням рівня поверхні в межах одного метра.
Інтегрований у лівобережну частину греблі машинний зал обладнали двома турбінами типу Каплан загальною потужністю 78 МВт, які при напорі у 20 метрів забезпечують виробництво 348 млн кВт·год електроенергії на рік.
На станції реалізовано поширений у скандинавських країнах тип деривації, котрий дозволяє максимізувати використання падіння річки на ділянці порогів. Хоча машинний зал розташований прямо у греблі, проте відпрацьована вода перед поверненням в Умеельвен відводиться по тунелю довжиною 0,6 км.